# Гелен Мак-Крорі
Гелен Мак-Крорі (англ. Helen McCrory; 17 серпня 1968, Лондон — 16 квітня 2021, там само) — британська акторка театру, кіно та телебачення, філантропка.

## Особисте життя
Народилася 17 серпня 1968 року в Лондоні.
4 липня 2007 року одружилася з актором Деміеном Льюїсом, з яким познайомилася 2003 року. 2 листопада 2007 року народила сина Гуллівера, 8 вересня 2006 року — дочку Манон.
Померла 16 квітня 2021 року у віці 52 років від раку молочної залози у Лондоні.

## Вибрана фільмографія
| Рік       |    | Українська назва                              | Оригінальна назва                                  | Роль                                           |
| --------- | -- | --------------------------------------------- | -------------------------------------------------- | ---------------------------------------------- |
| 1994      | ф  | Інтерв'ю з вампіром: Хроніка життя вампіра    | Interview with the Vampire: The Vampire Chronicles | повія в номері                                 |
| 1994      | ф  | Фламандська дошка                             | Uncovered                                          | Лола Бельмонте                                 |
| 2000      | ф  | Готель «Сплендід»                             | Hotel Splendide                                    | Лорна Болл                                     |
| 2000      | с  | Анна Кареніна                                 | Anna Karenina                                      | Анна Кареніна                                  |
| 2001      | ф  | Шарлотта Грей                                 | Charlotte Gray                                     | Франсуаза                                      |
| 2002      | ф  | Граф Монте-Крісто                             | The Count of Monte Cristo                          | Валентина де Вільфор                           |
| 2002      | с  | Діккенс                                       | Dickens                                            | Кет Діккенс                                    |
| 2003      | тф | Щасливчик Джим                                | Lucky Jim                                          | Маргарет Піл                                   |
| 2003      | тф | Карла                                         | Carla                                              | Карла Френч                                    |
| 2003      | с  | Останній король                               | Charles II: The Power and the Passion              | Барбара Вільєрс                                |
| 2004      | тф | Шерлок Голмс і справа про шовкову панчоху     | Sherlock Holmes and the Case of the Silk Stocking  | місіс Вондерльєр                               |
| 2004      | ф  | Випробування коханням                         | Enduring Love                                      | місіс Логан                                    |
| 2005      | ф  | Казанова                                      | Casanova                                           | Жанетта Фаруссі, мати Казанови                 |
| 2006      | ф  | Королева                                      | The Queen                                          | Шері Блер, дружина Тоні Блера                  |
| 2007      | ф  | Джейн Остін                                   | Becoming Jane                                      | Анна Редкліф                                   |
| 2007      | тф | Франкенштейн                                  | Frankenstein                                       | доктор Вікторія Франкенштейн                   |
| 2008      | ф  | Спогади невдахи                               | Flashbacks of a Fool                               | Пеггі Тікель                                   |
| 2009      | ф  | Гаррі Поттер і Напівкровний Принц             | Harry Potter and Half-Blood Prince                 | Нарциса Мелфой                                 |
| 2009      | мф | Незрівнянний містер Фокс                      | Fantastic Mr Fox                                   | місіс Бін (голос)                              |
| 2009      | с  | Життя як вирок                                | Life                                               | Аманда Пюр'є                                   |
| 2010      | с  | Доктор Хто                                    | Doctor Who                                         | Розанна Кальв'єррі в епізоді «Вампіри Венеції» |
| 2010      | тф | Особливі відносини                            | The Special Relationship                           | Шері Блер                                      |
| 2010      | ф  | 4.3.2.1.                                      | 4.3.2.1.                                           | місіс Джонс                                    |
| 2010      | ф  | Гаррі Поттер і Смертельні реліквії: Частина 1 | Harry Potter and Deathly Hallows. Part 1           | Нарциса Мелфой                                 |
| 2011      | ф  | Хранитель часу                                | Hugo                                               | Мама Жанна                                     |
| 2011      | ф  | Гаррі Поттер і Смертельні реліквії: Частина 2 | Harry Potter and Deathly Hallows. Part 2           | Нарциса Мелфой                                 |
| 2012      | ф  | 007: Координати «Скайфолл»                    | Skyfall                                            | Клер Довар                                     |
| 2013      | с  | Гострі картузи                                | Peaky Blinders                                     | Поллі Грей                                     |
| 2013      | с  | Аппоматтокс                                   | To Appomattox                                      | Джулія Ґрант                                   |
| 2014      | ф  | Версальський роман                            | A Little Chaos                                     | мадам Франсуаза Ле Нотр                        |
| 2014—2015 | с  | Бульварні жахіття                             | Penny Dreadful                                     | мадам Калі, медіум                             |
| 2014      | с  | У дев'ятому номері                            | Inside №9                                          | Табіта                                         |
| 2015      | ф  | Білл                                          | Bill                                               | Єлизавета I                                    |
| 2015      | ф  | Жінка в чорному: Янгол смерті                 | The Woman in Black: Angel of Death                 | Джин Хогг                                      |
| 2017      | ф  | З любов'ю, Вінсент                            | Loving Vincent                                     | Луїза Шевальє                                  |
| 2019      | с  | Мати/Батько/Син                               | Mother Father Son                                  | Кетрін Вільєрс                                 |
| 2020      | с  | Слизький шлях                                 | Roadkill                                           | Дон Елісон, Прем'єр-міністр                    |